# First Recording
First Recording è la sesta raccolta del gruppo musicale italiano Diaframma, pubblicata nel dicembre 2003 dalla Acrasia Records.

## Il disco
Distribuito solo in picture disc a tiratura limitata di 180 copie numerate a mano, contiene la prima registrazione in assoluto della band risalente al 1980 ad eccezione del brano Idillio High-Life, scartato perché già pubblicato nella raccolta del 1997 Albori 1979-83.

## Tracce
Lato A
1. Illusione ottica
2. Futuro
3. Desiderio del nulla
4. Nevrosi

Lato B
1. Il mio sogno familiare
2. Natura morta
3. Spleen
4. Stupido party
5. I Can't Sleep Night

## Formazione
- Federico Fiumani – voce, chitarra
- Leandro Cicchi – basso
- Gianni Cicchi – batteria